# Поливановка (Саратов)
Полива́новка —  микрорайон (внутригородской посёлок) в Ленинском районе Саратова.

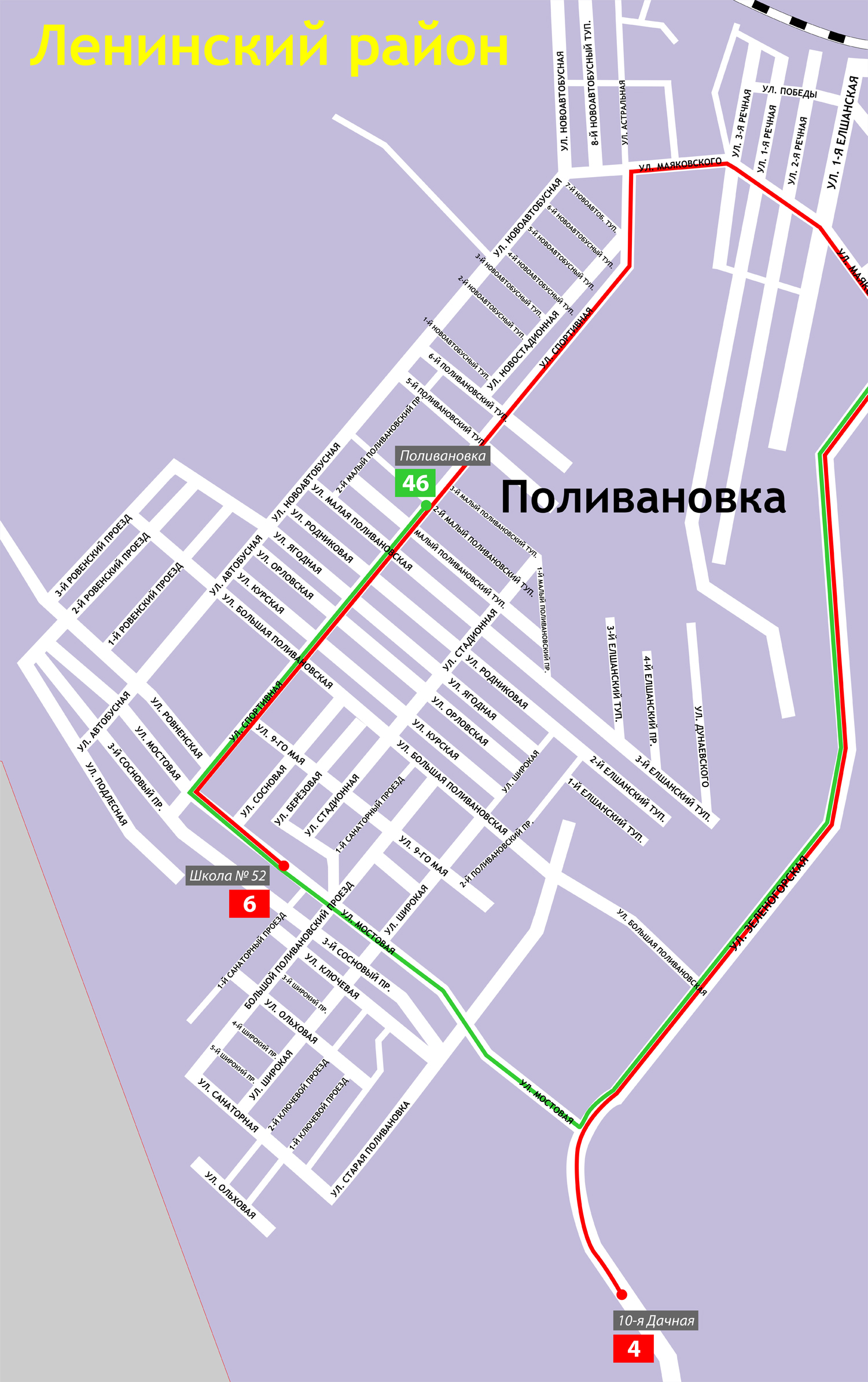
Поливановка в составе Ленинского района Саратова

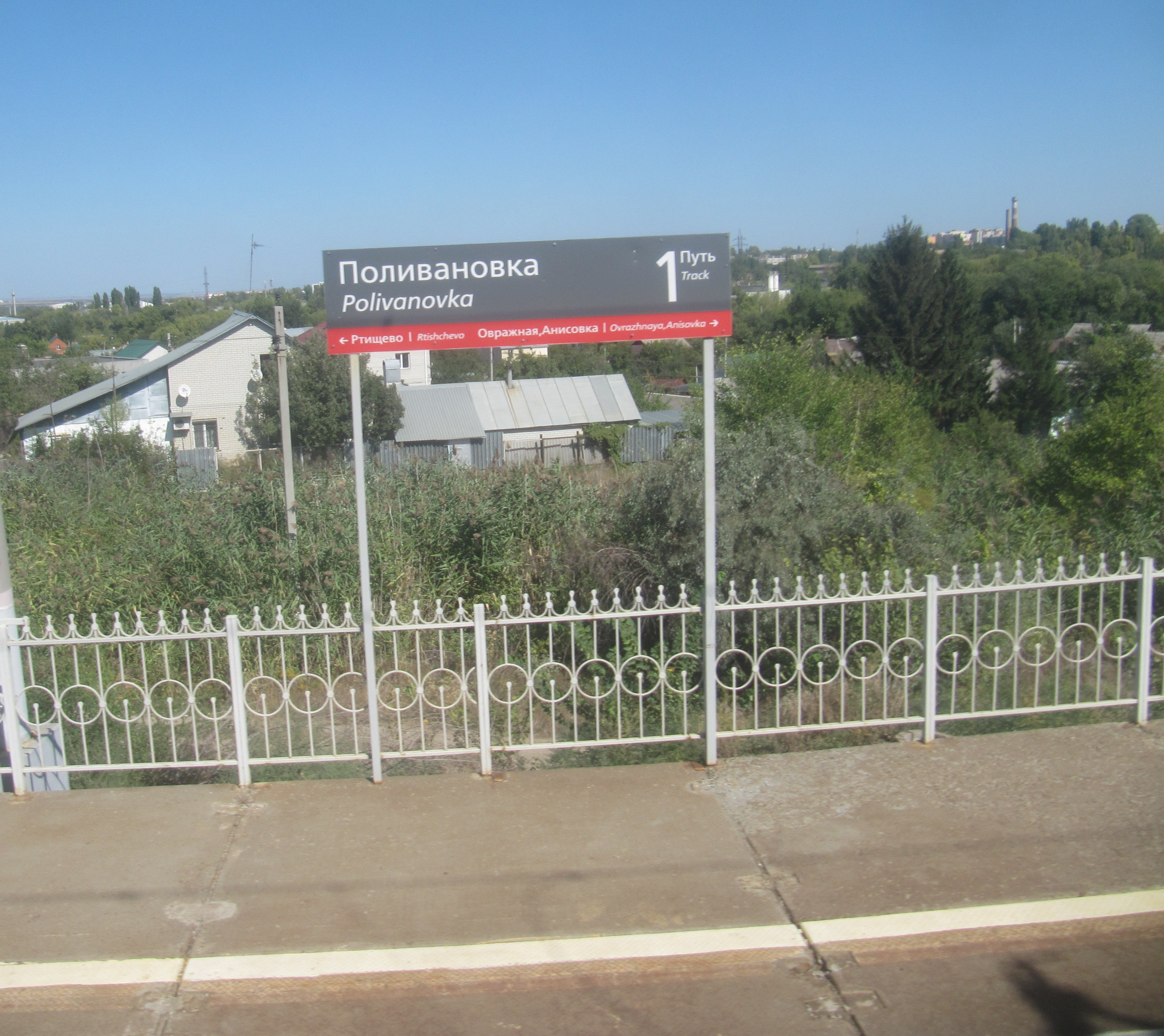
Поливановка

## Топонимика
Среди саратовцев Поливановка получила метафорическое неофициальное название «Гарлем».

## История
По некоторым данным, село Поливановка было основано в XVIII веке Иваном Поливановым, первым саратовским губернатором или даже ранее, в XVII веке (а Поливанов лишь владел тут поместьем).
Эта версия оспаривается, поскольку в те времена губернатор не мог владеть недвижимостью, и на карте 1940 года Поливановка — очень маленькое село, а современные размеры она получила только во второй половине XX века.
В послевоенные годы планированием посёлка занимался Николай Усов. Он заложил современную планировку Поливановки с 18-ю улицами, пересекающимися под прямым углом.
XXI век
В начале XXI века вокруг Поливановки стали появляться многочисленные коттеджи, построенные, по словам жителей посёлка, «лицами кавказской национальности». Коттеджи были возведены прямо на проулках, ведущих к трамвайным путям. Жители опасались, что при каком-либо происшествии в посёлок не сможет приехать ни пожарная машина, ни карета «скорой помощи». Кроме того, посёлок был крайне необустроен: отсутствовало освещение, телефоны-автоматы, колонки для воды. Хотя Саратовводоканал взимал плату за воду, трубы он не обслуживал. В связи с этим 29 сентября 2004 года жителями посёлка было опубликовано обращение к властям города и области: губернатору Дмитрию Аяцкову, мэру Юрию Аксёненко и главе администрации Ленинского района Николаю Архипову.
5 сентября 2009 года в посёлке был освящён православный храм.

## Транспорт
- Трамвай:
  - № 4. 6-я Дачная — 10-я Дачная.
  - № 6. 6-я Дачная — 52 школа.
- Маршрутное такси:
  - № 46. Площадь Ленина — Поливановка.[7]
- Электропоезд:
  - (о.п. Поливановка) На Татищево / на Саратов-1